# Dom na Slivnici
Dom na Slivnici (1075 m) leži malo pod vrhom Slivnice (1114m). Zgradilo ga je PD Cerknica s finančno pomočjo občine Cerknica. Dom se je odprl 10. oktobra 1964. Čez dobrih 30 let ga je v zakup vzelo trgovsko podjetje Škocjan z Rakeka, kasneje pa ga je prevzelo turistično in gostinsko podjetje Postojnska jama. Zdaj je lastnik doma spet Občina Cerknica, ki ga je leta 1994 dala v dolgoročni najem Franciju Frasu iz Ljubljane.

## O koči
Koča ima gostinsko ponudbo in tudi namestitev (prenočitev) v dvoposteljnih sobah (12 ležišč) in v treh skupnih spalnicah (z 20 ležišči).
Dom na Slivnici je odprt vse leto ob četrtkih in petkih od 12h do 18h, ob sobotah, nedeljah in praznikih pa od 7h do 18h. Ob ponedeljkih, torkih in sredah je zaprt. 

## Dostop
Do koče pridemo iz Cerknice čez Gradišče do planinskega doma, ki je malo pod vrhom, hoja pa bo trajala uro in pol. Peš pot je dobro markirana, markacije so med hišami ob glavni cerkniški cesti proti Ložu. Za mostom in salonom pohištva tovarne Brest, še pred gostilno Peščenk, je treba zaviti levo in po stranski asfaltirani cesti spet levo. Le nekaj korakov naprej je kažipot za Slivnico in nato planinske markacije, nato pa desno po pobočju navzgor. Pot je ves čas dobro vidna in primerno označena. Sprva je pot dokaj strma, po desnem ovinku pa postane položna; kmalu se prikaže pogled na Cerkniško polje, Cerknico in znamenito presihajoče Cerkniško jezero.
Do koče je možno priti tudi z avtomobilom, po makadamski cesti. V Cerknici je za kažipotom Begunje, blizu bivše gostilne Žajfnca, kjer je štab slovitega cerkniškega pustovanja, kažipot za Slivnico, ki vodi do samega vrha. Pot je dolga 8 km, cesta je lahko prevozna v vseh letnih časih. Primerna je tako za motoriste kot jahače in avtomobile.